# Lyss till änglasångens ord
Lyss till änglasångens ord är en engelsk julpsalm, med originaltiteln Hark! the herald Angel sing, av Charles Wesley från 1743, bearbetad av George Whitefield 1753 och Martin Madan 1760. Psalmen är översatt till svenska av bland andra Eva Norberg. Britt G. Hallqvist har gjort översättningen i Den svenska psalmboken 1986 med omkvädet "Lyss till änglasångens ord: Gud är kommen till vår jord!", vilket också är första versens inledningsrader.
De svenska texterna är upphovsrättsligt skyddade.
Den nu allmänt använda melodin (F-dur, 4/4) är omkring ett sekel yngre än Wesleys text. Melodin förekommer även som alternativ melodi till Kom till högtid av Felix Mendelssohn-Bartholdy från 1840.

## Publicerad i
- The English Hymnal with Tunes 1933 som nr 24 under rubriken "Christmas"
- Herren Lever 1977 som nr 853 under rubriken "Jul".
- Den svenska psalmboken 1986 som nr 123 under rubriken "Jul".
- Finlandssvenska psalmboken 1986 som nr 26 med titeln "Lyssna, värld, till ängelns ord", under rubriken "Jul".